# 팻 틸먼

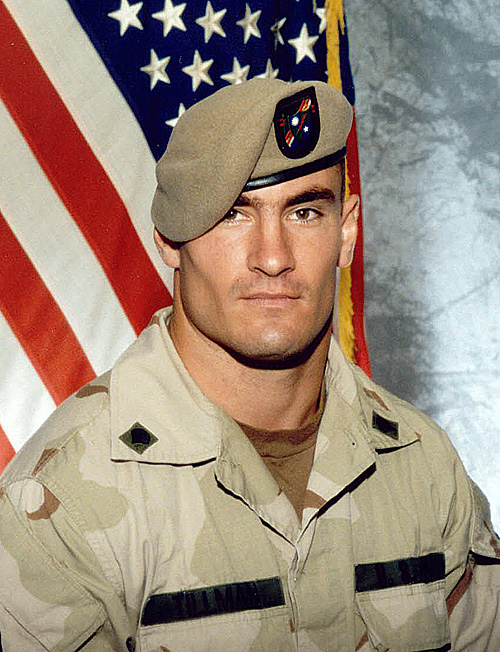
패트릭 대니얼 틸먼

패트릭 대니얼 "팻" 틸먼 (Patrick Daniel "Pat" Tillman, 1976년 11월 6일 ~ 2004년 4월 22일)는 미국의 미식축구 선수이며, 포지션은 라인배커이다.

## 생애
어린시절부터 운동에 특출했던 틸먼은 미국 명문대학이자 풋볼명문대학인 Arizona State Univeristy에서 체육특기생으로 ASU가 로즈볼에서 우승하는 결정적인 역할을 하였다.
1998년 애리조나 카디널스에서 프로 무대에 데뷔했으며, 2001년 9·11 테러가 발생하자 2002년 6월 육군에 자원 입대해 75 레인저 연대에 배속되었다. 이후 이라크와 아프가니스탄으로 파병을 나갔으며, 2004년 4월 22일 아프가니스탄에 있는 코스트 미군 기지의 남쪽 40여 킬로미터 지점에 있는 산에서 정찰 중에 동료의 오인사격으로 인하여 생을 마감하게 되었으며 교전을 하다가 죽게 되었다고 조작되었다. 틸먼은 1970년 베트남 전쟁에 참전해 사망한 밥 칼서 이후 34년만에 참전 중 사망한 프로 미식축구 선수로 기록되었다.
사망 이후 국방부 측에서는 틸먼이 적에 의해 사살되었다고 발표했으며, 틸먼에게 은성 훈장과 퍼플 하트 훈장을 추서함과 동시에 영웅담에 대한 자료를 배포하는 등 애국심의 본보기로 홍보하였다. 하지만 한 달 뒤인 5월 28일 국방부 측에서 틸먼의 가족에게 틸먼이 아군의 오인사격으로 사망했다고 알렸으며, 틸먼의 죽음에 대한 은폐 및 조작 여부를 시인하였다.